# Salão Carioca de Humor
O Salão Carioca de Humor é um evento anual da Secretaria de Cultura do Governo do Estado do Rio Janeiro. Há 20 anos realizado pela Casa de Cultura Laura Alvim (que fora residência de Laura Alvim, neta de Ângelo Agostini), centro cultural em Ipanema na Zona Sul da cidade, tem como caracterísca a irregularidade. Sempre sob ameaça de deixar de existir e passando por mudanças emergênciais dado o desleixo e descontinuidade de políticas públicas de cultura em sucessivos governos cariocas.
Apesar disto em muitos anos a qualidade dos trabalhos e o volume de participação coloca o Salão Carioca de Humor entre os 3 maiores e melhores do país junto ao Salão do Piauí e o Salão Internacional de Humor de Piracicaba.